# العربی بن مهیدی
العربی بن مهیدی (عربی: العربي بن مهيدي) (زاده: ۱۹۲۳ – درگذشته: ۶ مارس ۱۹۵۷) مبارز الجزائری و یکی از فرماندهان انقلاب الجزایر بود که در شهر عین ملیله واقع در شرق الجزایر به دنیا آمده‌بود.

## زندگی‌نامه
بن مهیدی در سال ۱۹۲۳ در روستای عین ملیله در استان در ام‌البوقی به دنیا آمد، او پسر دوم خانواده بود. او در مدرسه ابتدایی فرانسوی در زادگاهش متولد شد و پس از یک سال به باتنا رفت. وی سپس نزد خانواده اش به شهر بیسکرا نقل مکان کرد. بن مهیدی در بخش پیش دانشگاهی در مدرسه قسطنطنیه تحصیل کرد. در سال ۱۹۳۹ او به گردان امید ببسکره پیوست و بعد از چند ماه فرمانده گروه جوانان گردید.

## خصوصیات
بن مهیدی فردی متدین و متعهد به وظایف دینی و ملی بود ولی این امر او را از علاقه‌مندی به هنر و خوانندگان الجزائری منع نمی‌کرد. او همچنین علاقه زیادی به موسیقی به ویژه موسیقی اندلسی داشت، و به فیلم‌های انقلابی به‌خصوص شخصیت زاپاتا و فیلم‌های مربوط به جنگ علاقه‌مند بود. در کنار این علائق وی همواره نسبت به وظائف دینی فردی متدین بود و همواره به سرنوشت کشور خودش یعنی الجزایر فکر می‌کرد.

## فعالیت‌های سیاسی
او در سال ۱۹۴۲ به صفوف حزب مردم که در آن توجه زیادی به امور سیاسی و ملی می‌شد پیوست، در تاریخ ۸ مه سال ۱۹۴۵ در میان دستگیرشدگان بود و سه هفته تحت بازجویی و شکنجه در ایستگاه پلیس قرار داشت. در سال ۱۹۴۷، وی در میان اولین نفرات جوان بود که به صفوف سازمان مخفی ملحق شد و به زودی تبدیل به برجسته‌ترین عنصر این سازمان گردید. وی در سال ۱۹۴۹ به عنوان مسئول شاخه نظامی بسطیف قرار گرفت و در همان زمان به عنوان معاون رئیس ستاد سازمان مخفی در شرق الجزایر که در آن زمان رهبری آن به محمد بوضیاف بود مشغول بکار شد. در سال ۱۹۵۰، پس از آنکه محمد بوضیاف به پایتخت منتقل شد، به سمت مسئول سازمان رسید. پس از یک حادثه در مارس ۱۹۵۰ از انظار ناپدید شد و بدنبال انحلال این سازمان در سال ۱۹۵۳ به عنوان یک مدیر بخش حزبی در بوهران کارش را ادامه داد. پس از تشکیل کمیته انقلاب برای وحدت و کار در مارس ۱۹۵۴ به عنوان عضو برجسته و فعال گروه ۲۲ انتخاب شد.

## فعالیت‌ها در جریان انقلاب
بن مهیدی نقش مهمی در آمادگی انقلاب مسلحانه ایفا کرد و تلاش کرد تا همه را برای شرکت در آن متقاعد کند. وی گفت: «ما انقلاب را به خیابان پرتاب می‌کنیم؛ و مردم آن را در آغوش می‌گیرند، وهمچنین می‌گفت تانک‌ها و هواپیماها را به ما می‌دهند، و ما به‌طور داوطلبانه کیف و بمب را به شما می‌دهیم.» او اولین فرمانده ناحیه پنجم و هران بود؛ و یکی از شهدایی بود که با جدیت تمام برای برگزاری کنفرانس تاریخی صلح صومام در ۲۰ اوت ۱۹۵۶ تلاش کرد و بعدها در اوایل سال ۱۹۵۶ عضو کمیته هماهنگی و اجرایی انقلاب الجزایر (فرماندهی عالی انقلاب) شد.

## شکنجه و اعدام
او در پایان فوریه ۱۹۵۷ دستگیر شد و در روز سوم ماه مارس ۱۹۵۷ تحت شکنجه کشته شد. مارسل بجار، فرمانده کل فرانسوی‌ها پس از اینکه از گرفتن اعتراف از او و برادرش ناامید شدند گفت، علی‌رغم درد و رنجی که داشتند علیه دوستان خودشان هیچ اعترافی نکردند تا اینکه کشته شدند؛ و نیز می‌گفت من اگر تعداد اندکی مانند او را داشتم با تمام دنیا وارد جنگ می‌شدم. در سال ۲۰۰۱، ژنرال اوساریس فرانسوی به روزنامه لوموند اعتراف کرد که او کسی بود که بن مهیدی را با آویزان کردن از دستانش به قتل رسانده‌است.